# Громницька Олена Анатоліївна
Оле́на Анато́ліївна Громни́цька (нар. 2 жовтня 1975, м. Київ) — українська журналістка, медіа-менеджерка, громадська діячка.

## Біографія
Народилася 2 жовтня 1975 року в Києві. У 1997 році закінчила історичний факультет Національного педагогічного університету ім. М. П. Драгоманова (спеціальність — викладач історії та правознавства), а у 2004 році — Аспірантуру НПУ ім. М. П. Драгоманова (спеціальність — конституційне право). Професійну кар'єру розпочала у 1995 році з позиції спеціального кореспондента телекомпанії «Ютар», працювала в Дирекції телерадіопрограм ВР України, на телеканалі ICTV, в Адміністрації Президента України, в ТОВ «Медіа-Дім», в Республіканській партії України, Міністерстві палива та енергетики України, суспільно-політичному тижневику «Профіль-Україна». З серпня 2010 року обіймала посаду віце-президента холдингу «Главред-Медіа».

## Професійна діяльність
З 2002 по 2005 роки працювала прес-секретаркою Президента України Леоніда Кучми.
У 2007 році була призначена керівницею проєкту і головною редакторкою тижневика «Профіль-Україна», права на видання якого належали українському бізнесменові Олександру Третьякову.
У 2008 році «Профіль» було визнано Журналом року-2008.
У 2010—2011 роках поєднувала роботу видавчині й головної редакторки з посадою віце-президента холдингу «Главред-медіа».
У липні 2011 року була призначена генеральним директором ПрАТ «Сьогодні Мультимедіа», видавничого холдингу СКМ. Пішла з посади за власним бажанням у січні 2012 внаслідок відкритого публічного конфлікту з головним редактором популярної української газети «Сегодня». При цьому СКМ висловив жаль з приводу відставки пані Громницької, наголосивши, що під її керівництвом «холдинг показав стійку і позитивну динаміку зростання економічних показників». «Для мене важливі інтереси компанії, і саме тому я написала заяву про звільнення, щоб тим самим поставити крапку в безглуздому скандалі», — заявляла Громницька у січні 2012 року.
З 2012 року засновник консалтингового агентства Український інститут розвитку медіа (UMDI). UMDI виступав комунікаційним партером 64-го Всесвітнього газетного конгресу і 19-го Всесвітнього форуму редакторів WAN-IFRA.
З 2016 засновник інтернет-проєкту Realist.online, який стартував наприкінці серпня 2016 року.

## Нагороди та відзнаки
У 2004 році відзначена почесним званням «Заслужений журналіст України», а в 2011 році — ордена княгині Ольги III ступеня.
У 2007 році зайняла 46-е місце в рейтингу найвпливовіших жінок України за версією журналу «Фокус». У 2011 році, за версією того ж рейтингу, зайняла 62-е місце.

## Громадська активність
Пише вірші, автор поетичної збірки «Полутона» (2007).,
Веде активне світське життя.